# Gammelsällssjön
Gammelsällssjön var en sjö, nu våtmark, i Gävle kommun i Gästrikland och ingår i Dalälvens huvudavrinningsområde. Sjön har en area på 0,0772 kvadratkilometer och ligger 63 meter över havet.

## Delavrinningsområde
Gammelsällssjön ingår i det delavrinningsområde (670589-156727) som SMHI kallar för Mynnar i Ölbosjön (Norra). Medelhöjden är 69 meter över havet och ytan är 3,54 kvadratkilometer. Räknas de 2 avrinningsområdena uppströms in blir den ackumulerade arean 22,42 kvadratkilometer. Vattendraget som avvattnar avrinningsområdet har biflödesordning 3, vilket innebär att vattnet flödar genom totalt 3 vattendrag innan det når havet efter 63 kilometer. Avrinningsområdet består mestadels av skog (54 procent) och sankmarker (30 procent). Avrinningsområdet har 0,08 kvadratkilometer vattenytor vilket ger det en sjöprocent på 2,3 procent.